# Jarosławskij
Jarosławskij – osiedle typu miejskiego w Rosji, w Kraju Nadmorskim. W 2010 roku liczyło 9104 mieszkańców.